# Özge Borak
Özge Borak (* 14. Februar 1982 in Istanbul) ist eine türkische Schauspielerin.

## Leben
Ihr Vater, Selçuk Borak, ist Choreograf, und ihre Mutter, Buket Borak, ist Balletttänzerin. Özge Boraks Schauspielkarriere begann, als sie mit acht Jahren im Stadttheater eine Kinderrolle bekam. 2003 trat sie das erste Mal vor die Kamera und bekam ihre erste Rolle in einer Serie.
Özge Borak war in erster Ehe mit dem Schauspieler Bülent Şakrak verheiratet. Im April 2012 heiratete sie den Kabarettisten und Schauspieler Ata Demirer. Im November 2014 trennte sich das Paar.

## Filmografie
- 2003: Kara Gün
- 2003/2004: Sultan Makamı
- 2005: Ömer Seyfettin: Fon Sadristsyn Karısı ve Oğlu
- 2005–2007: Ihlamurlar Altında
- 2007–2009: Eşref Saati
- 2008–2010: Akasya Durağı
- 2009–2010: Küçük Kadınlar
- 2010: Eyvah Eyvah
- 2012: Eyvah Eyvah 2
- 2017–2018: Istanbullu Gelin
- 2022: Maske Kimsin Sen?